# 克里斯蒂安·多特勒蒙
克里斯蒂安·多特勒蒙（法語：Christian Dotremont，法語發音：[kʁistjɑ̃ dɔtʁəmɔ̃]；1922年12月12日—1979年8月20日），生於比利時泰尔菲伦，著名畫家與詩人。

## 生平
他是前衛畫派－眼鏡蛇畫派（COBRA）的發起人之一，這個畫派的名稱也是來自於他。他最著名的就是他的繪畫詩，他稱此為一種语素文字。
1979年，因肺結核死於泰尔菲伦。